# Cloeophoromyia crassinerva
Cloeophoromyia crassinerva är en tvåvingeart som beskrevs av Loïc Matile 1970. Cloeophoromyia crassinerva ingår i släktet Cloeophoromyia och familjen platthornsmyggor. Inga underarter finns listade i Catalogue of Life.